# Dentatrice
La dentatrice è una particolare macchina utensile utilizzata per la creazione delle dentature degli ingranaggi e dei profili scanalati.

## Tipi

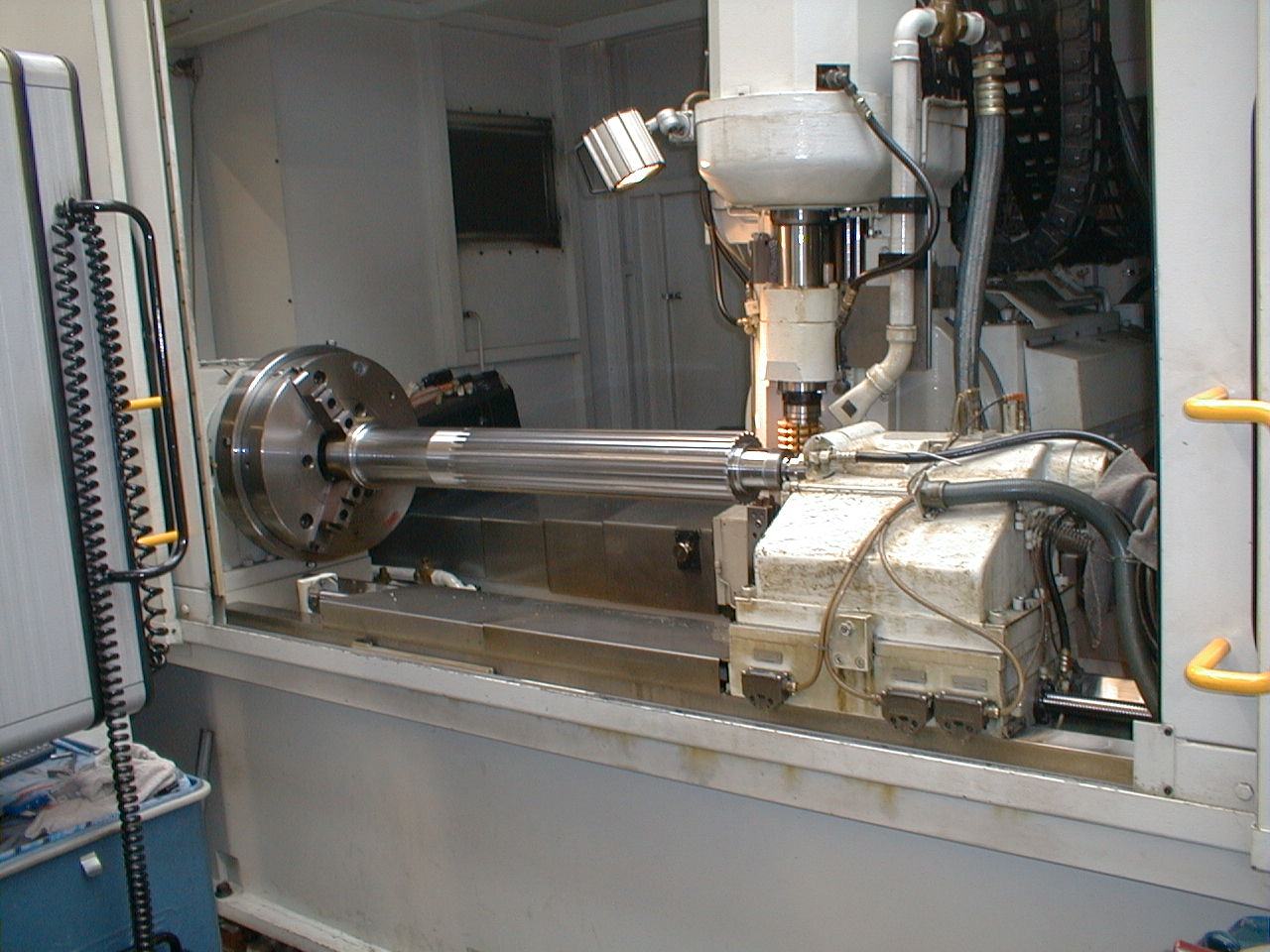
Una dentatrice ad asse verticale

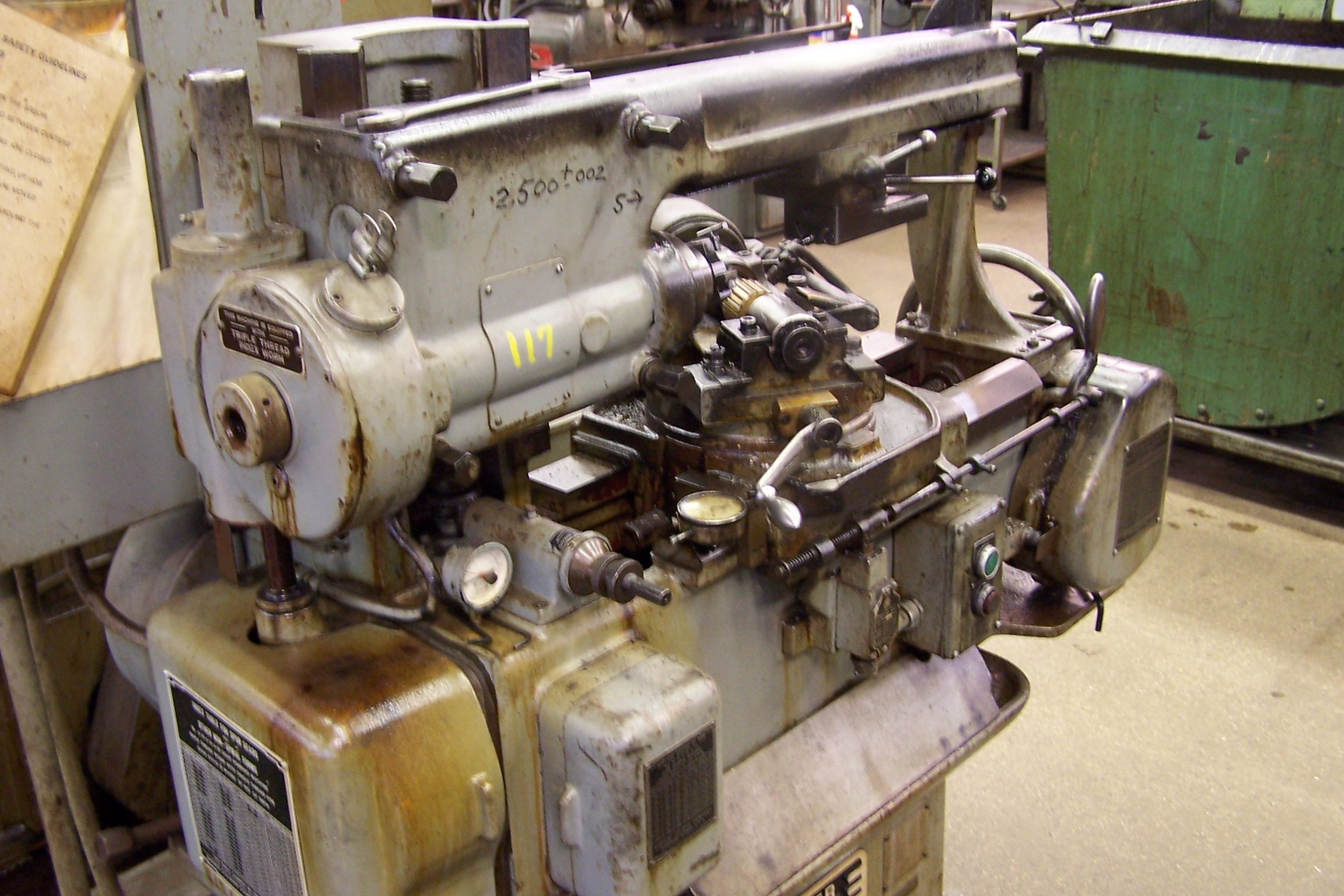
Una dentatrice ad asse orizzontale

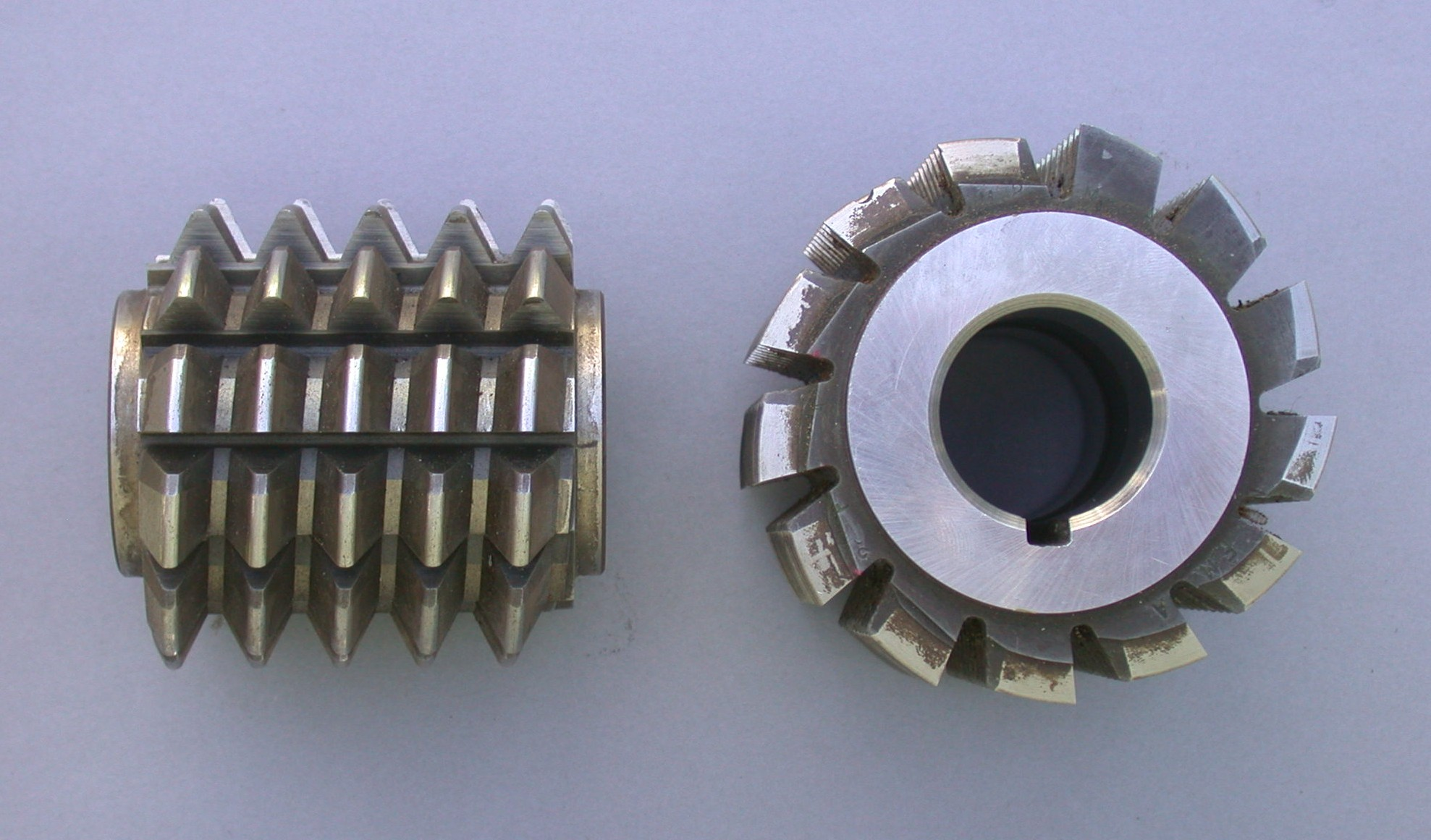
Un utensile dentatore (creatore Pfauter).

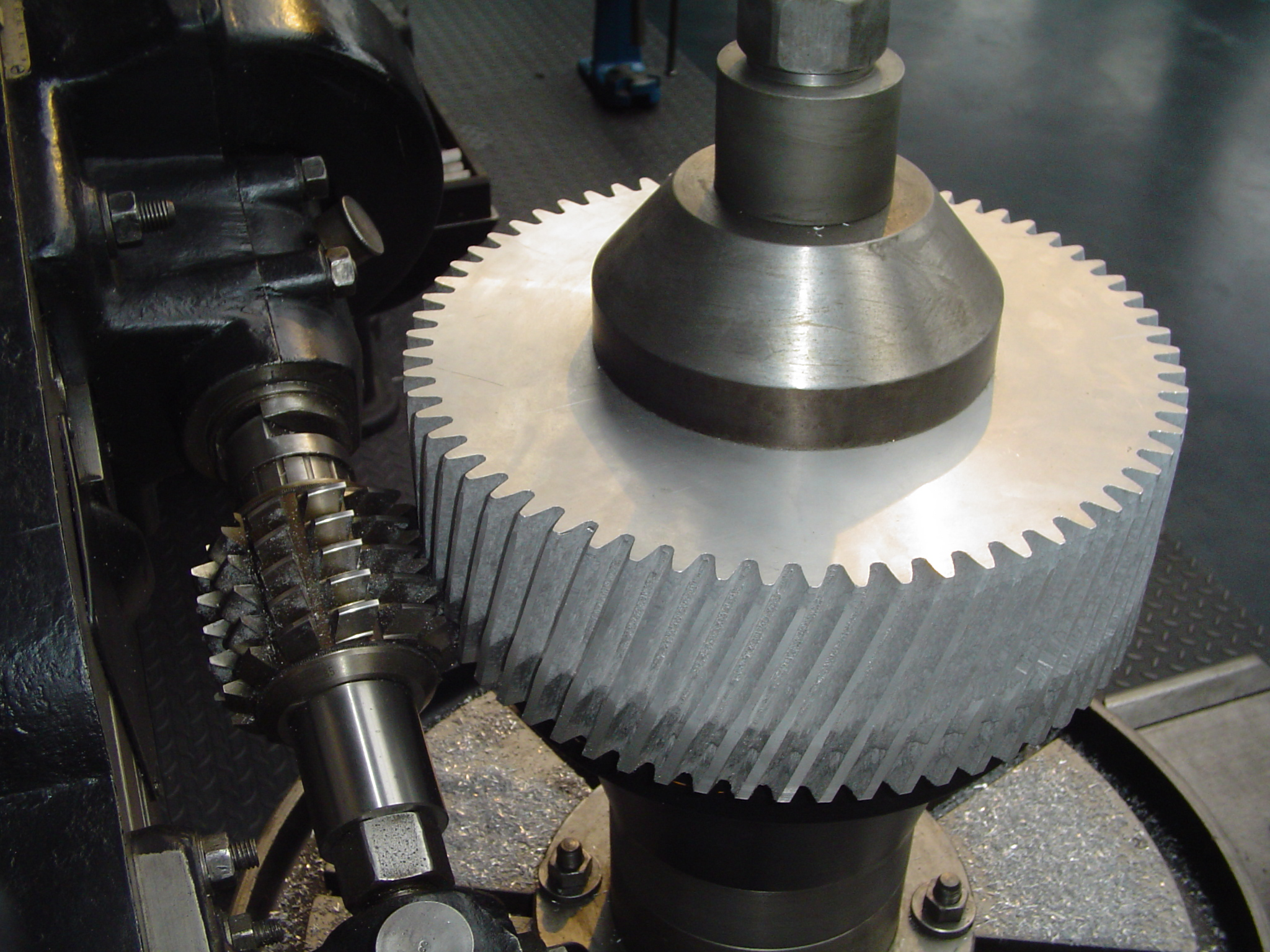
Dentatrice a creatore Pfauter

Le dentature possono essere ottenute tramite lavorazione meccanica a freddo con asportazione di truciolo oppure, più raramente, lavorazione plastica per foggiatura a caldo.
La lavorazione a freddo può essere svolta tramite il cosiddetto "procedimento diretto", che usa dentatrici assimilabili nel loro funzionamento a fresatrici, limatrici e stozzatrici, oppure tramite il "procedimento indiretto", che usa le dentatrici propriamente dette, dove il profilo dei denti è generato per inviluppo. Si usa anche l'operazione di brocciatura, che ha però un limite nel diametro dell'utensile.
Le moderne dentatrici sono macchine completamente automatiche realizzate in diverse dimensioni per la produzione di serie, che può spaziare dal più piccolo ingranaggio per strumentazione fino alle grandi ruote dentate. Queste macchine tagliano le ruote dentate per inviluppo tramite un moto di generazione analogo a quello che si ha tra due elementi che ingranano, in cui uno è rappresentato in questo caso dall'utensile. Le velocità di rotazione e/o traslazione degli elementi coinvolti devono essere opportunamente impostate in modo da ottenere il corretto rapporto di trasmissione tra l'utensile e la ruota che si vuole tagliare. Il cinematismo adottato dalla macchina definisce il tipo di dentatrice.
Come per le frese di forma, anche tutti gli utensili usati sulle dentatrici sono caratterizzati da un proprio modulo; ne consegue che un singolo utensile può lavorare dentature di un dato modulo e che per una produzione di tipo generale bisogna disporre di una serie di utensili.

### Fresatura di forma
Per la fresatura di forma può essere utilizzata una comune fresatrice su cui viene montato l'utensile per la creazione dei denti, detto fresa di forma modulare. Tale utensile ha la forma dei vani presenti tra un dente e l'altro; la lavorazione consiste nell'asportare truciolo da un disco avente le opportune dimensioni scavando un vano alla volta procedendo (con l'ausilio di un divisore) per successive rotazioni del disco stesso pari a un passo della ruota che si vuole ottenere. Per tale motivo ogni fresa di forma può essere usata per creare ruote aventi un determinato passo, o meglio un determinato modulo ad esso associato.
Questo procedimento comporta dei notevoli limiti ed è usato soltanto per la produzione di singole ruote a livello di officina. In primo luogo richiede un tempo di esecuzione molto più alto rispetto a quello che necessita una macchina dentatrice, ma soprattutto la precisione con la quale le ruote vengono prodotte è strettamente legata all'uso di un divisore di precisione(con disco universale e alidade) o in assenza all'abilità dell'operatore poiché c'è bisogno di una estrema sensibilità nelle rotazioni successive del disco in lavorazione affinché esse risultino tutte uguali in modo che i denti generati tra un vano e l'altro abbiano le stesse dimensioni.

### Dentatrice Fellows
La dentatrice Fellows ricrea il cinematismo pignone-corona dentata, in cui il pignone è un utensile tagliente avente forma di ruota dentata (coltello Fellows). Il moto di taglio è alternativo mentre quello di generazione è garantito dalla simultanea rotazione di utensile e ruota lavorata. La profondità di taglio dell'utensile è scelta in modo che i due cerchi primitivi siano tangenti tra loro. Per ottenere una dentatura elicoidale bisogna conferire all'utensile un moto di taglio elicoidale alternativo e quest'ultimo deve inoltre presentare denti inclinati con lo stesso angolo di inclinazione dell'elica della ruota.
La dentatrice Fellows può essere usata per il taglio di dentature sia esterne che interne.

### Dentatrice Maag
Questa macchina è concettualmente simile alla Fellows, con la differenza che, anziché da una ruota, l'utensile è rappresentato da una dentiera tagliente (spesso detta pettine Maag) tipica del cinematismo rocchetto - cremagliera. Il moto di taglio è anche in questo caso alternativo mentre quello di generazione vede la rotazione della ruota da tagliare e la traslazione rettilinea dell'utensile. Avendo il pettine Maag un numero di denti taglienti limitato, è necessario riportarlo in posizione iniziale ogni volta che la sua corsa di rotolamento giunge al termine. Inclinando il pettine rispetto alla ruota è possibile il taglio di dentature elicoidali. La profondità di taglio dell'utensile è scelta in modo che i due cerchi primitivi siano tangenti tra loro.
Il pettine Maag può essere usato soltanto per il taglio di dentature esterne.

### Dentatrice a creatore Pfauter
L'utensile creatore esegue l'inviluppo dei vani dei denti della ruota da lavorare basandosi sulla cinematica della coppia vite senza fine - corona dentata. Esso ha infatti forma di una vite senza fine sulla quale sono stati ricavati dei profili taglienti. A differenza dei metodi precedenti, in questo caso il moto di taglio è rotatorio e non alternativo. Il passo della vite modulare è lo stesso di quello della ruota che si vuole ottenere. Inclinando opportunamente l'asse della vite rispetto all'asse della ruota si può impostare un determinato angolo dell'elica.
Il creatore Pfauter può essere usato soltanto per il taglio di dentature esterne.